# Żarków (rejon złoczowski)
Żarków (ukr. Жарків) – wieś na Ukrainie w rejonie złoczowskim obwodu lwowskiego.

## Historia
Dawniej grupa domów we wsi Hołubica. 4 kwietnia 1687 Konstantyn Koźmiński, zastępca rotmistrza przy chorągwi pancernej Jana Aleksandra Koniecpolskiego, czyniąć testament w Brodach odkazał klasztorowi oo. dominikanów w Podkamieniu 1000 złp. na częściach Jasieniowa i Żarkowa. Właścicielem dóbr ziemskich Żarków był m.in. hrabia Włodzimierz Dzieduszycki.
Do 2020 w rejonie brodzkim. 